# Ali Boulala
Ali Boulala, född 28 januari 1979 i Stockholm, är en svensk före detta professionell skateboardåkare. Under en period var han en av världens mest kända skateboardåkare. Han sponsrades från tonåren av Death Box Skateboards som sedermera bytte namn till Flip Skateboards.

## Biografi
Ali Boulala föddes på Sabbatsbergs sjukhus i Stockholm. Hans far kom från Algeriet och hans mor från Finland. Familjen bodde inledningsvis i Bromma, men flyttade till Birkastaden där Boulala växte upp. Föräldrarna drev en restaurang i centrala Stockholm. Under en semesterresa till Mallorca 1989 kom Boulala för första gången i kontakt med skateboard och fastnade snart för sporten. Han fick sitt första sponsorkontrakt 1993 med svenska märket G-spot.
Boulala reste till USA första gången som 16-åring. Där uppmärksammades han av engelska Death box skateboards, sedermera Flip Skateboards och ett av de mest inflytelserika märkena inom sporten. Han fick kontrakt och den internationella karriären tog fart. Tillsammans med några av sina vänner i USA revolutionerade han i början av 2000-talet modet inom skateboard med inspiration från 1970-talspunk och -rock såsom Sex Pistols och Ramones. Han blev känd som en våghals. I ett av hans mest kända klipp gör han tre försök att hoppa nerför 25 trappsteg i Lyon utan att lyckas. Det skulle dröja till 2016 innan någon klarade av det hoppet.
Under 2007 bodde Boulala i Australien. Hans var god vän med den sju år yngre australiensiska skateboardåkaren Shane Cross. Den 6 mars 2007 var de två i Melbourne och hade spelat in video under dagen. Efter att de festat under kvällen övertalade Shane Cross Ali Boulala att de skulle ta en tur på Boulalas motorcykel. Boulala, som var påverkad vid tillfället, körde och tappade kontrollen över motorcykeln. Tidigt på morgonen den 7 mars 2007 kraschade de. Shane Cross avled omedelbart och Ali Boulala skadades allvarligt och låg två veckor i koma. Ett år senare dömdes Boulala till fyra års fängelse för vårdslöshet i trafik och vållande till annans död. Efter avtjänat straff flyttade Boulala tillbaka till Sverige. Skadorna gjorde att han inte längre kunde åka skateboard.
Boulala spelar gitarr och keyboard. Under 2022 startade han bandet Ghost Boys tillsammans med Magnus "Kitok" Ekelund och Linus Nordström.

## The Scars of Ali Boulala
2022 hade dokumentärfilmen The Scars of Ali Boulala av Max Eriksson premiär. Filmen handlar om Boulalas karriär fram till olyckan 2007 och bygger på 400 timmar arkivmaterial. Den belönades med Tempo documentary award på Tempo dokumentärfestival 2022.